# Koło Barlowa

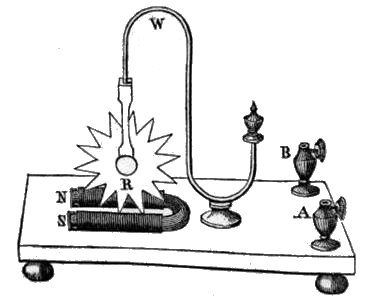
Schemat koła Barlowa z publikacji Manual of Magnetism z 1842.

Schemat działania koła Barlowa

Koło Barlowa – wynaleziona w 1822 przez Petera Barlowa wczesna konstrukcja homopolarnego silnika elektrycznego.
Koło Barlowa jest uznawane za pierwszy silnik elektryczny z obracającym się elementem roboczym. Na początku XIX w. istniało duże zainteresowanie konstruowaniem urządzeń elektrycznych, powstawało wiele podobnych konstrukcji, a konstruktorzy często o sobie nie wiedzieli.
Koło Barlowa składa się z drewnianej podstawki, do której umocowano podkowiasty elektromagnes. Między biegunami magnesu w dołku znajduje się rtęć. Wirnik w postaci gwiazdki może obracać się między biegunami magnesu, ramiona gwiazdki, dotykając do rtęci, zamykają obwód prądu elektrycznego. W wyniku oddziaływania prądu w ramieniu gwiazdki z polem magnetycznym elektromagnesu wirnik zostaje wprawiony w ruch obrotowy.